# Gare d’Orthez
Gare d’Orthez vasútállomás Franciaországban, Orthez településen.

## Vasútvonalak
Az állomást az alábbi vasútvonalak érintik:
- Toulouse–Bayonne-vasútvonal

## Kapcsolódó állomások
A vasútállomáshoz az alábbi állomások vannak a legközelebb:
- Gare d’Artix
- Gare de Puyoô